# 代萊什蒂鄉
46°42′N 27°33′E / 46.700°N 27.550°E
代萊什蒂鄉（羅馬尼亞語：Comuna Delești, Vaslui），是羅馬尼亞的鄉份，位於該國東北部，由瓦斯盧伊縣負責管轄，面積40平方公里，海拔高度120米，2007年人口2,586，人口密度每平方公里65人。